# Mijelejele
Mijelejele (auch Mjelejele) ist ein Verwaltungsbezirk (englisch Ward) des Distrikts Masasi in der tansanischen Region Mtwara.

## Geografie
Mijelejele liegt im Südosten von Tansania etwa 25 Kilometer Luftlinie südöstlich der Distrikthauptstadt Masasi. Der Bezirk grenzt im Norden an Mpindimbi, im Nordosten an Namwanga, im Osten an Mkululu, im Süden an Mbuyuni und Chiungutwa, und im Westen an Nanjota. Bei der Volkszählung 2022 lebten 4525 Menschen in 1453 Haushalten auf einer Fläche von 49 Quadratkilometern.

## Gliederung
Der Bezirk besteht aus vier Gemeinden (Mtaa) mit 17 Orten (Kitongoji):
| Mputeni - Ofisini - Mkuti - Tandika | Nambunda - Mpwapwa Juu - Dodoma - Ilala - Kilimahewa - Tupendane | Mijelejele - Dodoma - Msikitini - Shuleni - Keko - Ofisini | Mtengula - Ghalani - Mtoni - Umoja - Kazamoyo |

## Wirtschaft und Infrastruktur
- Gesundheit: Im Bezirk gibt es seit 2004 eine Apotheke.[8]
- Wald: Im Jahr 2020 wurden von der Tanzania Forest Services Agency 6000 Bäume im Bezirk Mijelejele gepflanzt, um die Umwelt und die Wasserquellen zu schützen.[9]